# Soita baltazarae
Soita baltazarae är en tvåvingeart som beskrevs av Hardy 1974. Soita baltazarae ingår i släktet Soita och familjen borrflugor. Inga underarter finns listade i Catalogue of Life.